# 玄海灘に立つ虹
『玄海灘に立つ虹』（げんかいなだにたつにじ）は、KBSワールドラジオの日本語放送の番組である。

## 概要
KBSワールドラジオ日本語放送の看板番組であり、リスナーから寄せられたお便りの紹介をメインに、主に2人のパーソナリティがトークを進めていく。
番組表では月〜水曜日は30分間、木曜日は50分間の番組となっているが、緊急ニュース、特別番組の放送になどより短縮される場合もある。KBS以外の各国の日本語放送の番組の中でも群を抜く人気番組で、海外日本語放送の人気番組投票では常にトップである。
番組タイトルは玄界灘にかかる虹を、日韓友好の架け橋に見立てたもの。

## 番組の流れ
- オープニング・最近の韓国の出来事に関する話題
- 音楽
- リスナーからのお便りの紹介
- イッチャナヨ・どっとコリア

日替わりで韓国に関する事柄を紹介する。
- お誕生日コーナー・プレゼント曲

その日に誕生日を迎えたリスナーを読み上げ、プレゼントソングとして音楽を放送する。
- リスナーからのお便りの紹介
- エンディング

## 出演者
2022年3月現在
- 申龍（月曜日）
- 金明順・金我宣（火曜日）
- 金明順・劉昌模（水曜日）
- 成川彩・浜平恭子・鄭有善・安民熙・武田裕光（木曜日）

## 歴史
- 1965年9月2日 - スタート
- 1982年10月11日 - 5,000回記念放送
- 2000年3月3日 - 10,000回記念生放送
- 2004年1月14日 - 11,000回記念座談会放送